# Cantorchilus
Cantorchilus (лат.) — род певчих птиц семейства крапивниковых (Troglodytidae). Распространены в Мексике, Центральной и Южной Америке.

## Таксономия и этимология
Ранее всех представителей рода относили к роду Thryothorus, однако, по результатам молекулярно-филогенетического исследования они были переведены в восстановленный род Cantorchilus.
Родовое название Cantorchilus происходит от лат. canere — петь и др.-греч. ορχιλος — крапивник.

## Классификация
В состав рода включают 12 видов:
- Cantorchilus modestus — Одноцветный кустарниковый крапивник
- Cantorchilus zeledoni[6]
- Cantorchilus elutus[6]
- Cantorchilus leucotis — Белоухий кустарниковый крапивник
- Cantorchilus superciliaris — Береговой кустарниковый крапивник
- Cantorchilus guarayanus — Гуарайский кустарниковый крапивник
- Cantorchilus longirostris — Длинноклювый кустарниковый крапивник
- Cantorchilus griseus — Серый кустарниковый крапивник
- Cantorchilus semibadius — Кустарниковый крапивник Сальвина
- Cantorchilus nigricapillus — Каштановый кустарниковый крапивник
- Cantorchilus thoracicus — Пестрогорлый кустарниковый крапивник
- Cantorchilus leucopogon